# Magnús Scheving
Magnús Örn Scheving (* 10. listopadu 1964 Borgarnes) je islandský cvičitel aerobiku, herec, režisér a televizní producent. Je tvůrcem a režisérem dětského televizního seriálu LazyTown, ve kterém také ztvárnil hlavní postavu Sportacuse.

## Život
Začínal jako truhlář. Ve svých dvaceti letech se vsadil s kamarádem, rovněž truhlářem, Fjölnirem Þorgeirssonem, že do tří let každý z nich zvládne sport, který vybere ten druhý. Scheving pro Fjölnira vybral snooker a Fjölnir pro Schevinga aerobik. Nakonec se Fjölnir stal národním šampionem ve snookeru a v roce 1992 toho samého dosáhl Scheving ve sportovním aerobiku. V roce 1993 se stal mistrem Skandinávie a v letech 1994 a 1995 pak dokonce mistrem Evropy. V roce 1994 byl na Islandu zvolen Sportovcem roku.
Začal pracovat též jako motivační řečník a učitel fitness. Jeho hlavním tématem se stalo, jak přivést děti k pohybu. Za tím účelem roku 1995 vydal dětskou knihu Áfram Latibær, jež se stala základem pozdějšího fenoménu LazyTown. Vyprávěla příběh o sportovním skřítkovi, který lidem z města dával tipy, jak zdravě jíst a cvičit. Kniha byla adaptována do podoby stejnojmenné divadelní hry v režii Baltasara Kormákura. V letech 1996–1997 se představení stalo populární mezi dětmi po celém Islandu. Bylo tedy napsáno pokračování Glanni Glæpur Í Latabæ, ve kterém se poprvé objevila postava zloducha Robbieho Rottena.
V roce 2003 Scheving přesvědčil americký dětský televizní kanál Nickelodeon k tomu převést svůj koncept do podoby televizního seriálu. První díl byl odvysílán 16. srpna 2004. Nakonec v příštích letech vzniklo 78 epizod. Scheving šou sám produkoval, za čímž účelem založil společnost LazyTown Entertainment. Ta má pod kontrolou i všechny ostatní aktivity frančízy LazyTown: knihy, hry, sportovní zboží apod. Seriál byl vysílán ve 180 zemích světa a zpropagoval řadu islandských tvůrců a Island jako takový. V roce 2006 za to Scheving obdržel cenu Edda za celoživotní dílo, cenu mu předával prezident Islandu Ólafur Ragnar Grímsson.
Role Sportakuse ho proslavila, hereckou kariéru mu to však nenastartovalo, byť v roce 2010 si zahrál po boku Jackieho Chana ve filmu The Spy Next Door, ve kterém ztvárnil ruského padoucha, který se pokouší zničit světové zásoby ropy. V roce 2021 Scheving a podnikatelka Helga Halldórsdóttirová oznámili cíl vybudovat v Magnúsově rodném městě Borgarnes zábavní park Lazytown. Očekává se, že park bude otevřen do roku 2024.